# Bühler (Appenzell Ausser-Rhoden)
Bühler és un municipi del cantó d'Appenzell Ausser-Rhoden (Suïssa).

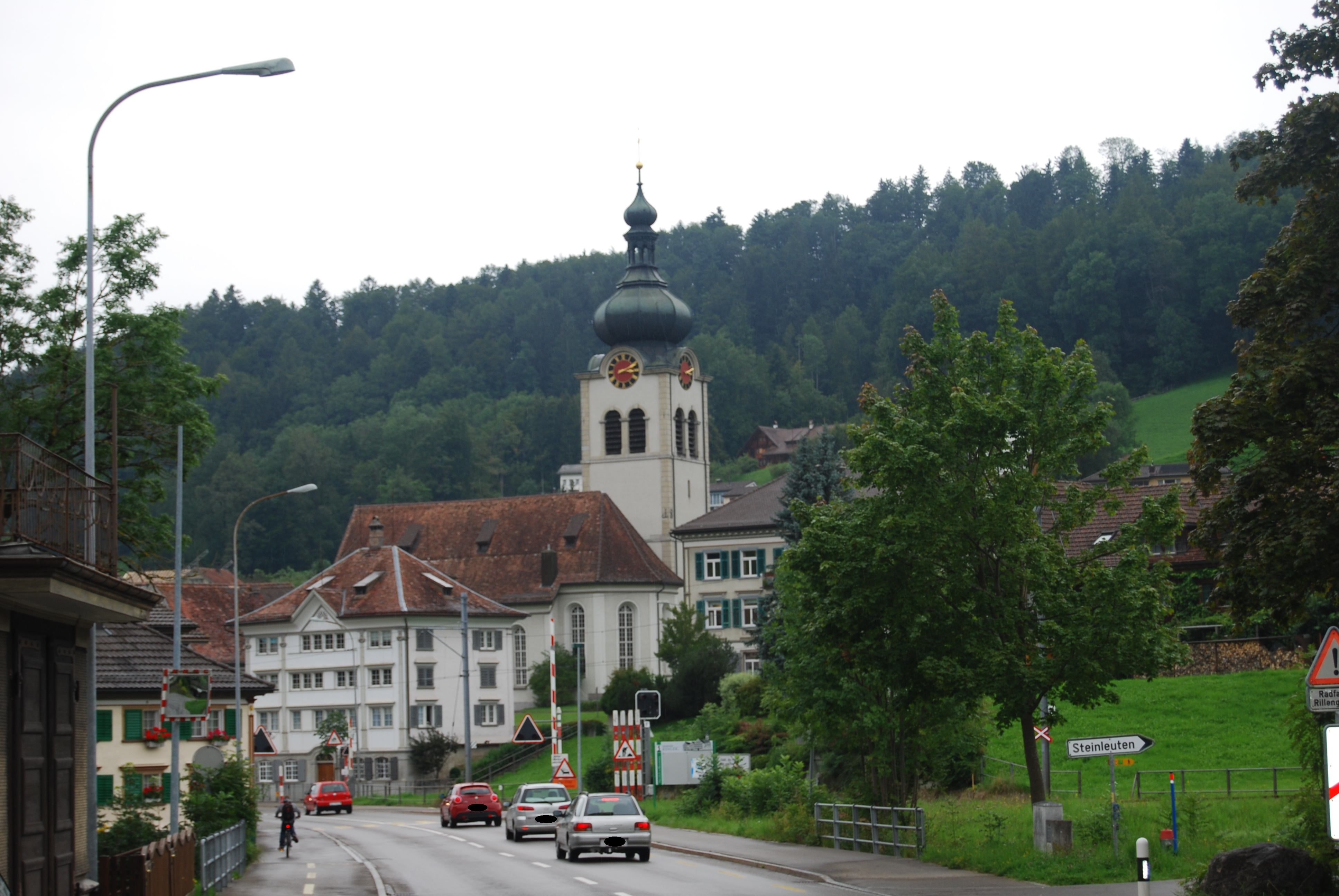
Bühler